# إيرين بروكوفيتش (فلم)
 إيرين بروكوفيتش (بالإنجليزية: Erin Brockovich) هو فيلم دراما أنتج في عام 2000م يحكي قصة النزاع القانوني من إيرين بروكوفيتش ضد شركة باسيفيك للغاز والكهرباء (بالإنجليزية: Pacific Gas and Electric Company) وهي شركة الطاقة في إقليم المحيط الهادي. وقام بإخراج العمل ستيفن سودبيرج وهو من بطولة جوليا روبرتس، والتي فازت بجوائز الأوسكار، غولدن غلوب والأكاديمية البريطانية لفنون الفيلم والتلفزيون لأفضل ممثله في دور رئيسي. والفيلم مستند على قصة حقيقية، وشخصية إيرين بروكوفيتش الحقيقة تظهر في الفيلم كنادلة بدور ثانوي.

## مسار القصة

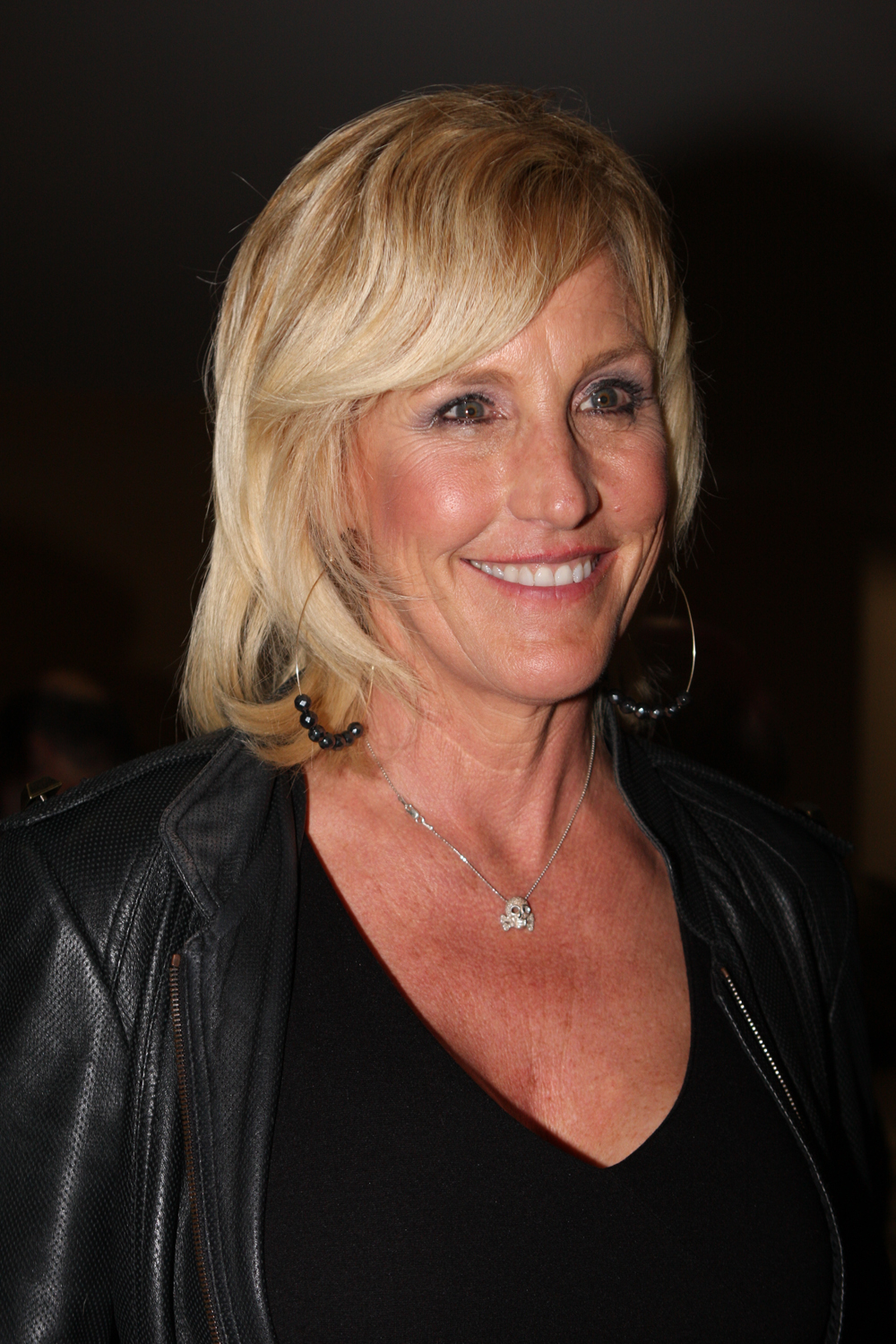
إيرين بروكوفيتش، خبيرة قانونية وناشطة بيئية، تتحدث في جامعة سيدني

إيرين بروكوفيتش (جوليا روبرتس) هي ام عزباء لثلاثة أطفال. بعد أن خسرت ايرين دعوة قضائية ضد طبيب الذي سبب لها اصابة في حادث طرق بينهما، تسأل ايرين محاميها إدوارد ل. مصري (البرت فيني), إذ باستطاعته مساعدتها بالبحث عن وظيفة لها كتعويض عن خسارتها. يقوم ادوارد بتوظيفها كموظفة ملفات في شركته الخاصة به. تصادف ايرين ملف يختص بقضية عقارية لامرأة باسم دونا جينسين، إذ عرضت شركة باسيفيك للغاز والكهرباء ان تشتري منزل دونا الذي يقع في هينكلي, كاليفورنيا، كما ويتواجد في الملف السجلّات الطبية لعائلة دونا، الأمر الذي شدّ انتباه ايرين.
تبدأ ايرين النبش في تفاصيل القضية وتقنع ادوارد ان يسمح لها ان تبحث أكثر حول القضية. بعد البحث، تكتشف ايرين محاولات لإخفاء حقيقة وجود سموم (سببها الكروميوم السداسي) في مخزون مياه سكان هينكلي الذي يهدد حياتهم جميعاً. تكتشف ايرين ان شركة باسيفيك للغاز والكهرباء هي المسؤولة عن التسمم والأمراض القاتلة التي تصيب سكان هينكلي، بعد ذلك تقوم ايرين بمحاربة الشركة من اجل العدل لصالح مجتمع هينكلي.
تلتقي ايرين، في حانة، برجل غامض الذي يدعي انه قام بإتلاف ملفات تابعة لشركة باسيفيك للغاز والكهرباء عندما كان يعمل هناك، تكتشف ايرين انه لم يدمر الملفات وان بحزوته وثائق من عام 1966 التي توصف محادثة بين المشترك التنفيذي في مراكز شركة باسيفيك للغاز والكهرباء في سان فرانسيسكو وبين المحطة التابعة لهم في هينكلي والتي تثبت معرفة الشركة بتسمم المياه بسببهم ولم يفعلوا شيء بخصوص ذلك، بل حتى شددوا بإبقاء الأمر سراً. يقوم بفحص الادلة قاضي من دون هيئة محلفين الذي يحكم بأن تدفع شركة باسيفيك للغاز والكهرباء 333,000,000$ مقسمة على 634 مدعي من سكان هينكلي.

## طاقم التمثيل
- جوليا روبرتس - إيرين بروكوفيتش
- البرت فيني - إدوارد ل. مصري
- آرون إيكهارت - جورج
- مارغ هيلغينبيرغير - دونا جينسين
- تراسي والترز - تشارلز إمبري
- بيتر كويوت - كيرت بوتر
- تشيري جونز - باميلا دانكان
- كونتشاتا فيريل - بريندا
- إيرين بروكوفيتش - النادلة

## ردود الأفعال

### شباك التذاكر
صدر الفيلم في 17 مارس، 2000 وعرض في 2,848 صالة سينما وحقق 28.1 مليون دولار في نهاية الإسبوع الأول. وحقق أيضا 125.6 مليون دولار في أمريكا الشمالية و 130.7 مليون دولار في أنحاء العالم، ليكون الدخل الكلي للفيلم 256.3 مليون دولار أمريكي.